# Micrommation larocai
Micrommation larocai är en biart som beskrevs av Jesus Santiago Moure 1969. Micrommation larocai ingår i släktet Micrommation och familjen vägbin. Inga underarter finns listade i Catalogue of Life.